# (19913) Égyptios
(19913) Égyptios, désignation internationale (19913) Aigyptios, est un astéroïde troyen jovien.

## Description
(19913) Égyptios est un astéroïde troyen jovien, camp grec, c'est-à-dire situé au point de Lagrange L4 du système Soleil-Jupiter. Il présente une orbite caractérisée par un demi-grand axe de 5,125 UA, une excentricité de 0,058 et une inclinaison de 7,1° par rapport à l'écliptique.
Il est nommé en référence au personnage de la mythologie grecque Égyptios, acteur du conflit légendaire de la guerre de Troie.

## Compléments